# Войцехув (Красницький повіт)
Войцехув (пол. Wojciechów) — село в Польщі, у гміні Шастарка Красницького повіту Люблінського воєводства.
Населення — 189 осіб (2011).
У 1975-1998 роках село належало до Тарнобжезького воєводства.

## Демографія
Демографічна структура станом на 31 березня 2011 року:
|          | Загалом | Допрацездатний вік | Працездатний вік | Постпрацездатний вік |
| -------- | ------- | ------------------ | ---------------- | -------------------- |
| Чоловіки | 87      | 21                 | 58               | 8                    |
| Жінки    | 102     | 30                 | 48               | 24                   |
| Разом    | 189     | 51                 | 106              | 32                   |